# Prionurus laticlavius

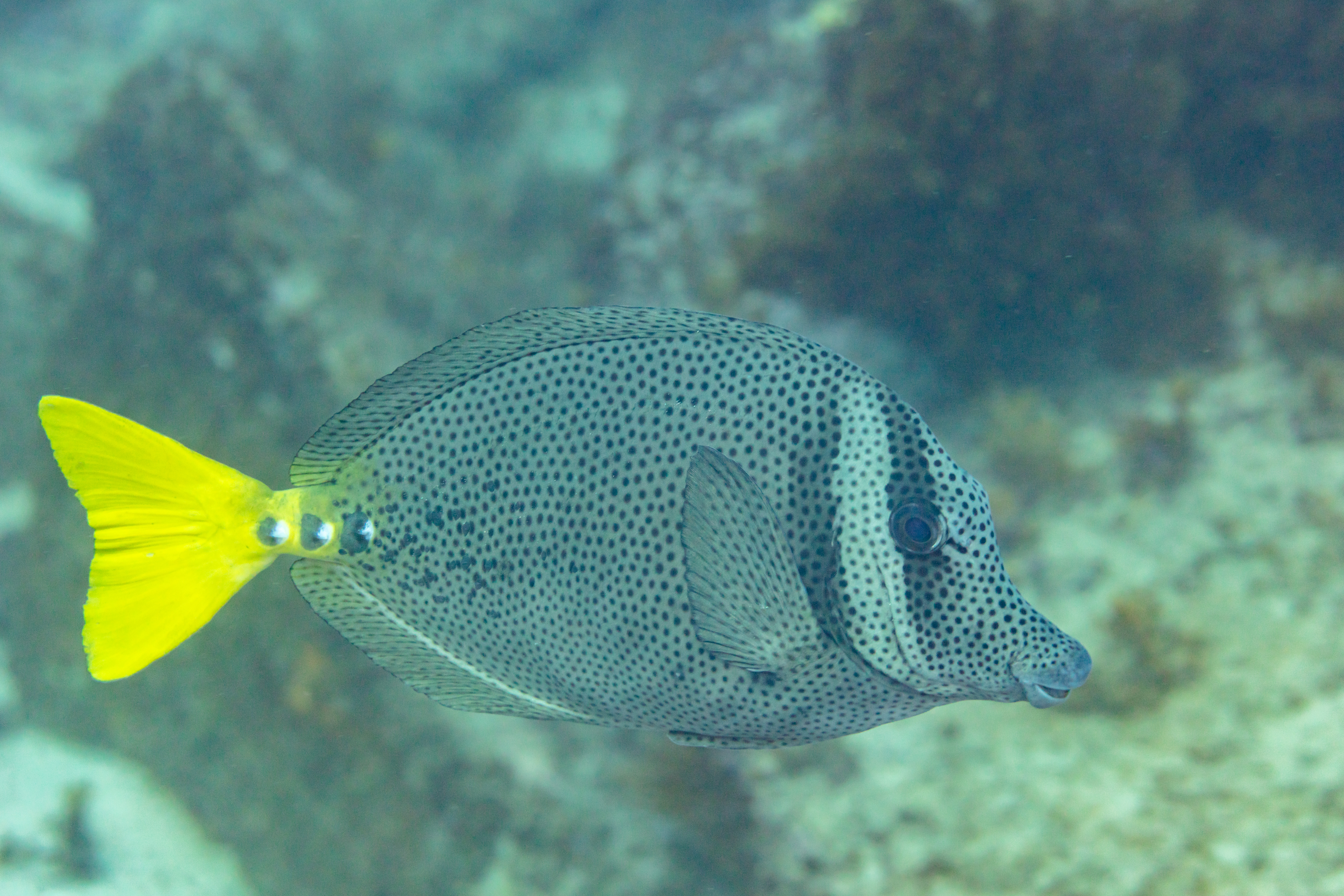
Las tres espinas defensivas a cada lado del pedúnculo caudal son claramente visibles.

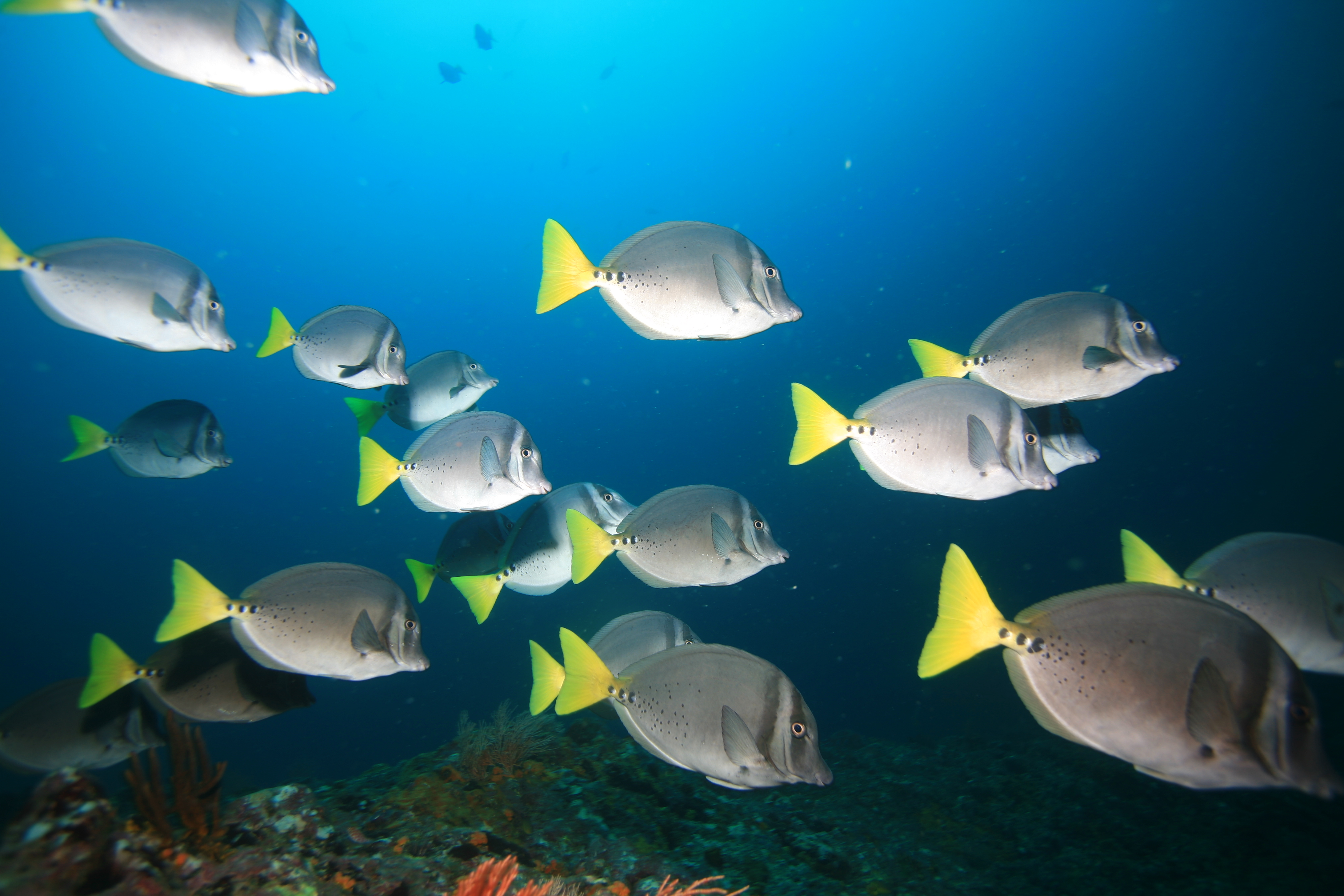
Cardumen de P. laticlavius en el parque nacional Coiba, Panamá

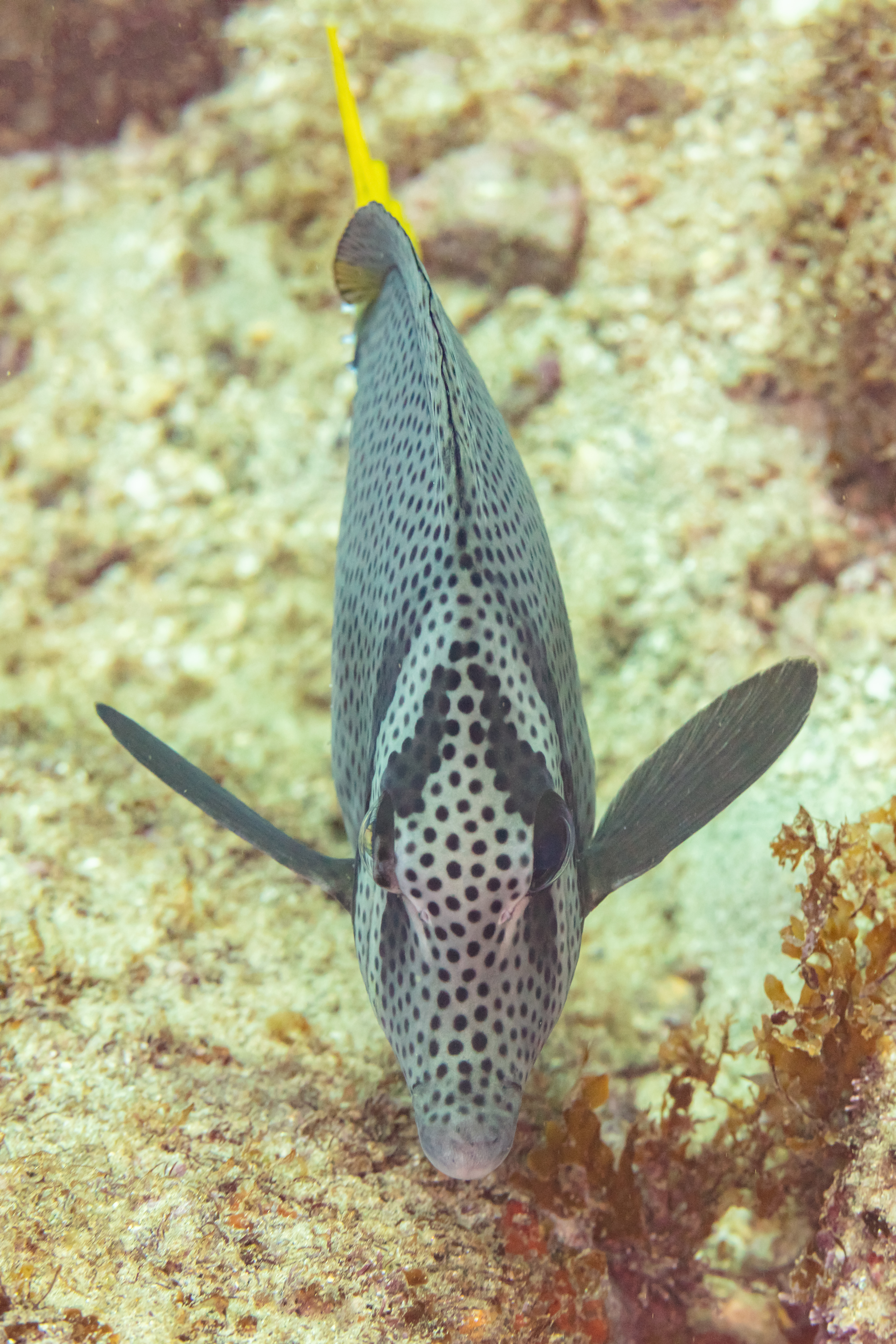
Vista de perfil.

El Prionurus laticlavius es una especie de pez cirujano del género Prionurus, encuadrado en la familia Acanthuridae. Es un pez marino del orden Perciformes, ampliamente distribuido por aguas tropicales del océano Pacífico oriental. Sus nombres comunes son cirujano barbero, navajón barbero, gallinazo o viringo.
Es una especie generalmente común en su rango, reportándose, por ejemplo, una densidad de 118.6 individuos por 500 m² en el archipiélago de las islas Galápagos.

## Morfología
Tiene el cuerpo en forma oval, comprimido lateralmente. La boca es pequeña, protráctil y situada en la parte baja de la cabeza; con dientes moderadamente grandes y aplanados. 
De color gris, tiene una franja negra vertical que atraviesa el ojo, y otra igual, que va desde los hombros a la aleta pectoral. En la parte posterior del cuerpo y el pedúnculo caudal tiene puntos negros. La aleta caudal es de color amarillo. Los ejemplares juveniles son totalmente amarillos.
Tiene de 7 a 8 espinas dorsales, de 27 a 28 radios blandos dorsales, 3 espinas anales y 23 radios blandos anales. Tiene tres espinas defensivas a cada lado del pedúnculo caudal.
Puede alcanzar una talla máxima de 60 cm, aunque normalmente sólo alcanza los 25 cm.

## Hábitat y modo de vida
Especie asociada a arrecifes, habita aguas superficiales de arrecifes y áreas rocosas. Suele formar grandes cardúmenes para alimentarse.
Su rango de profundidad oscila entre 3 y 30 m.

## Distribución
Se distribuye en el Pacífico este. Es especie nativa de Colombia; Costa Rica; Ecuador; México; Nicaragua y Panamá.

## Alimentación
Es herbívoro, y se alimentan principalmente de las algas que crecen en las rocas, así como de pequeños invertebrados planctónicos.

## Reproducción
Son dioicos, de fertilización externa y desovadores pelágicos, en parejas y grandes agregaciones de individuos. No cuidan a sus crías.